# Jiří Žabka z Limberka
Jiří Žabka, svobodný pán z Limberka a na Tršicích a Kounicích (německy Georg Ziabka Freiherr von Limberg, † před 10. srpnem 1552) byl moravský šlechtic, zakladatel rodu Žabků z Limberka. V mládí zastával pozici olomouckého městského písaře jako Georgius Ranatius, v roce 1521 přešel do královských služeb a byl nobilitován. Zastával úřad místokancléře Českého království a brněnského purkrabího.

## Život a činnost
Jiří Žabka byl zřejmě měšťanského původu. Bartoloměj Paprocký se domníval, že pocházel z Litvy, tato možnost je však velmi nepravděpodobná. Ohledně litevského původu byl skeptický také Oldřich Králík, připustil však možnost, že Žabkova rodina přišla do českých zemí s Jagellonci. Poprvé byl Jiří Žabka zaznamenán v matrice Vídeňské univerzity v roce 1508. Ve Vídni patřil mezi žáky Conrada Celtise, spolu s dalšími olomouckými humanisty, mezi něž se počítali Jan ze Zvole, Wolfgang Lang, Štěpán Taurinus a Řehoř Nitsch. Společně s dalšími učenci patřil Žabka-Ranatius k zakládajícím členům humanistické společnosti Sodalitas Maeierhofiana.
Stal se licenciátem práv a mezi lety 1518–1521 působil jako olomoucký městský písař, přičemž vystupoval pod latinským jménem Georgius Ranatius. V roce 1520 se oženil s Dorotou Kučerovou, zámožnou vdovou po lékárníku Jakubovi ze Svitav. Svatební smlouva stanovila, že Jiří Žabka získá statek, přičemž on sám vyplatí 1660 zlatých sirotkům (z toho 300 zlatých ve zlatě) a bude nevlastní syny vydržovat na univerzitě až do dosažení mistrovství. Jako majitel lékárny vystupoval Jiří Žabka až do roku 1527, kdy vyřizoval pohledávky. Ze dne 1. ledna 1533 pochází dokument, ve kterém manželka Dorota definitivně projednává s dětmi dědictví po Jakubu Kučerovi – sama si ponechala důl, roli, zahradu a lékárnu, zatímco děti (Jan, Anna, Regina, Ludmila) dostaly 1000 zlatých, zlatý prsten, dva nejlepší koně, zbroj a zbraně a kuní kožich.
V roce 1521 či 1522 odešel Žabka do královských služeb, kde díky svým schopnostem rychle získal vliv; postupem času postoupil na pozici vicekancléře a obdržel šlechtický titul „z Limberka“. Díky pozdějším příbuzenským vazbám na Boskovice a Žerotíny získal Žabka přístup do nejvyšších urozených kruhů a „bez skrupulí se obohacoval“ na úkor krále i šlechty.

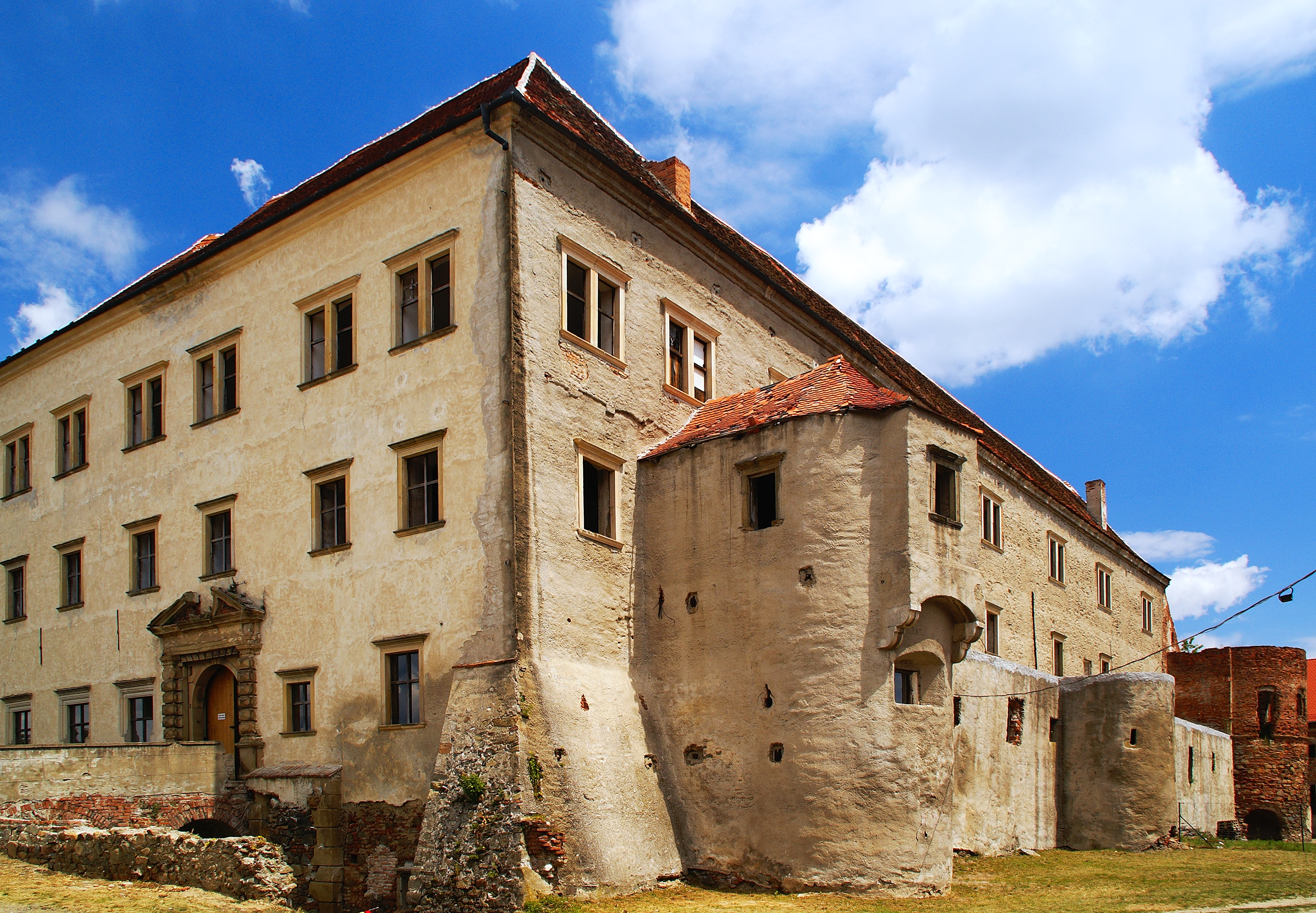
Hrad a zámek v Dolních Kounicích

Prudký společenský a ekonomický vzestup Jiří Žabky se pojil s jeho podnikavým duchem, podle Králíka ztělesňoval hospodářskou podnikavost počátku 16. století. Obratně využíval také „náboženských zmatků“ své doby, na jedné straně tlaku luterské reformace, na druhé straně také četných vojenských střetů, zejména válek proti Turkům, které vyčerpávaly královskou pokladnu. Mnohé statky získával hluboko pod cenou, přičemž peníze na investice získával pravděpodobně výpůjčkami.
Dne 2. července 1529 přijal v léno půl pusté vsi Zákřovice (pozdější Zákřov) u Lipníka nad Bečvou po Jetřichu Podstatském z Prusinovic. Dne 25. 1. 1532 léno na půl Zákřovic předal Žibřidovi z Bobolusk. V roce 1537 za 19 050 kop grošů českých koupil od Ferdinanda I. kounické panství, včetně kláštera, městečka a okolních vesnic. K panství patřil zámek Dolní Kounice, původně hrad, postavený na obranu ženského premonstrátského kláštera Rosa coeli. Ferdinandovi I. zámek připadl po zrušení kláštera. Jiří Žabka nechal hrad velkolepě renesančně přestavět pro účely trvalého a reprezentativního bydlení. Z původní budovy zůstaly stát pouze hradby. U hlavního vchodu se dochoval Žabkův renesanční portál, na kamenném schodišti pak erb. Žabkovým přičiněním vznikl také rozsáhlý zámecký park.
Jiří Žabka se pokusil na kounickém panství založit městečko Jiříkov. Bylo postaveno v roce 1546 a dne 24. srpna 1547 mu Ferdinand I. udělil privilegium – tržní právo, právo městského znaku, pečetění zeleným voskem a usazování obchodníků a řemeslníků. Městečku však konkurovala dvě jiná, starší sídla městského typu, mezi kterými bylo umístěno – Dolní Kounice a Pravlov. V 50. letech, v době, kdy panství spravoval Žabkův syn Burian, proto městečko zpustlo a zaniklo.
Opravil místní kostel Panny Marie, kde nechal vybudovat rodinnou hrobku, v níž byl po smrti v roce 1552 pochován, jako jediný zástupce svého rodu, klášter však i nadále chátral. V témže roce vlastnil také ves Bratčice, Maršovice, Vranovice, Moravské Bránice, ves Litohoř společně s obcemi Domamilí, Rokytnicí a Pokojovicemi,  získal patronát drnholeckého kostela Nejsvětější Trojice po zániku kláštera v Dolních Kounicích. Po jeho smrti panství drželo postupně několik majitelů, většina jihomoravských panství po roce 1622 přešla do vlastnictví rodu Ditrichštejnů.
Vlastnil také panství Lipňany a blízkou ves Vacanovice, kterou do té doby držel jako klášterní léno. Práva k této vsi však dosud náležela olomouckému biskupství. Tamní biskup Stanislav Thurzo (1489–1540) v roce 1527 její vydání vymáhal u zemského soudu v Brně. Jiří Žabka si ovšem přímo u krále Ferdinanda I., jemuž prokázal mnoho služeb, roku 1532 vymohl potvrzení svých práv na obě vsi, které však ještě téhož roku prodal. Kupujícím byl Žibřid z Bobolusk a na Tršicích. Na obě vesnice si však biskup stále činil nárok, a zemský soud mu v roce 1536 vyhověl. Biskup Stanislav se však s Žibřidem vyrovnal a obě vesnice přenechal jemu a i jeho synu Nikodémovi a dceři Zuzaně k doživotnímu užívání. Následně připadly biskupovi, který obě vesnice kolem roku 1570 předal olomoucké kapitule, která je následně připojila k církevnímu majetku v Tršicích.
Jiří Žabka vlastnil také domy v Praze. Po velkém požáru Malé Strany roku 1541 dva vyhořelé domy v dnešní Nerudově ulici při následné obnově sloučil a přestavěl. Na jejich místě stojí Kolovratský palác, v němž sídlí italské velvyslanectví.
V roce 1548 se Jiří Žabka stal správcem Špilberku. Jakožto rybníkářský odborník věnoval péči nejen rozvoji pevnosti, ale zejména hospodářským poměrům na panství, které rozvíjel opravami rybníků (Měnínský rybník byl jednou z největších vodních ploch tehdejší moravské rybníkářské soustavy) a zakládáním nových.
Jiří Žabka zemřel v roce 1552. Jeho náhrobní kámen v kounickém kostele měl nápis: „LETA PANIE 1552 W AVTERY PRZED SW. WAWRZINCEM VMREL VROZENY PAN GIRZI ZIABKA Z LIMBERKA A NA KAVNICZYCH GEHO MILOSTI KRALOWSKE MISTOKANCRLIRZ KRALOWSTWIJ CZESKEHO: PAN BVH DVSSY GEHO MILOSTIW BYTI RACZIZ“. Z jeho náhrobku se dochoval pouze fragment se zbytkem slova „MISTKANNCRLIRZ“.

## Manželství a rodina
První Žabkovou manželkou byla Dorota Kučerová, vdova po lékárníku Jakubovi ze Svitav, kterou si vzal 25. května 1520. Tato Dorota měla z předchozího manželství čtyři žijící děti: Jana, Annu, Reginu a Ludmilu.
Později byl Jiří Žabka ženatý s Dorotou Nejdekerovou z Nejdeku (Dorotheou von Neudegg, uváděnou jako dcera Martina I. von Neudegg a Dorothei von Gufidaun), s níž měl pouze jednoho syna (Buriana) a pět dcer. Dalších pět synů a jedna dcera se nedožili dospělosti. Dcera Mariana (Marie) se v roce 1539 vdala za vdovce Václava Bučovického z Boskovic (Václava Černohorského z Boskovic a na Bučovicích). Dcera Kristýna se vdala za Jana Bořitu Smečenského z Martinic. Syn Burian Žabka z Limberka byl roku 1539 přijat do panského stavu, oženil se s Magdalenou z Hustopeč, s níž měl dvě dcery (Annu Marii a Dorotu); zemřel před rokem 1564. Dcera Johanka se vdala za Jana staršího Sedlnického z Choltic. Dcera Anna se vdala za Bernarda Drnovského z Drnovic. Dcera Josefa si vzala Dětřicha z Petřvaldu.
Po smrti Doroty z Nejdeku se Jiří Žabka z Limburka 17. 2. 1550 ještě  oženil, a sice s Libuší Černohorskou z Boskovic, dcerou Jaroslava Černohorského z Boskovic, které v roce 1551 zapsal 2500 zlatých moravských věna a 1843 zlatých nadvěna (na zboží kounicko-prštickém). Sňatkovou politiku za účelem rozmnožení statků aplikoval i na syna Buriana, kdy se zavázal Lacku Štramberskému z Hustopeče vyplatit 1000 zlatých, dojde-li ke sňatku Buriana se Štramberského neteří, bohatou dědičkou Mandalenou z Hustopeče. Lacek z Hustopeče navíc musel peníze nakonec vymáhat soudně. Po smrti Jiřího Žabky se Libuše stala manželkou Ferdinanda Trčky z Lípy.